# きらきら☆迷宮
『きらきら☆迷宮』（きらきらラビリンス）は、おおばやしみゆきによる日本の漫画作品。『ちゃお』（小学館）にて2000年5月号から2001年12月号まで連載された。単行本は全3巻。
最終話の続編である番外編「きらきら☆迷宮～とっておきのカウントダウン～」が『ちゃおデラックス』（小学館）2002年冬の号、「きらきら☆迷宮特別編」が同誌2004年春の号に掲載。この2編は著者の別作品である『グリーンウェンズデー』の単行本第2巻に収録されている。併録されているだけで、本作品と話の関連はない。

## あらすじ
浅野ありすは、全寮制の美術系女子高に通う女の子。小学校の頃、男子による集団イジメに遭って以来、徹底的な男嫌いとなってしまった。仲間達との平穏な寮生活を送っていたある日、転校生で、ありすにとっては新たなルームメイトとなる富士見きらがやってきた。きらの絶世の美貌と、気取らない性格に、すっかり舞い上がるありすだったが、きらの正体は、実はとある事件の真相を調べにきた、女装した「男」で…。

### 〜第二章〜いわれなき十字架
クリスマスを1ヵ月後に控えた校内では、恒例行事のキリスト生誕劇のキャスト投票の話題で盛り上がっていた。
見事生誕劇のガブリエル役に当選したきらは、他のメインキャスト役である"御三家"の紫の上と椿に高野由枝についての話を聞こうとするが、それとなく牽正されてしまう。更に、ありすと共に向かった舞台衣装を置いてある倉庫で突然仕掛けてあったボウガンに撃たれてしまい…。

### 〜第三章〜夢のトレジャーハント
いくら調べても自殺の符号ばかりが浮かび上がる高野由枝の死。ありすは由枝の死の真相が分かれば退学すると言ったきらの言葉を不安に感じていた。
寮が夏休みに入ったある日、寮にきらを訪ねて松田警部がやってくる。松田の頼みで、ありすときらは160億の遺産を残して亡くなった知人の父親の遺言の謎を解くために、神戸異人館「おとぎ館」へ向かうことになる。

### きらきら☆迷宮 特別編
きらと高野由枝の関係が明らかとなる過去編。
交通事故で母を失くした中学1年生の藤美きらと妹の愛菜の前に現れたのは、死んだと聞かされていた実の父親だった。父の家庭に引き取られた二人は、新しい母・秋乃と、義姉の由枝に出会う。愛人の子として邪険に扱われる二人だったが、きらは両親に愛されない由枝に同情するようになり…。

## 登場人物
浅野 ありす
主人公。美術系女子高の洋画コースの女子生徒。麗しき快活な美少女。寮の部屋でこっそりフェレットのこたろーを飼っている。
「恋愛は女の子とする」と決めているほどの男嫌い。寮でのルームメイトのきらの事も、初めのうちこそ苦手意識を持っていたが、難事件を鮮やかに解決するきらを隣で見ていくうち、いつの間にか彼に恋心を抱くようになる。
小学校時代に男子から受けてきた耐え難い苛烈なイジメ（男子にイジメられていた度に女子に庇われていたが、中には直接イジメに加担せず、見てみぬフリをして怯える男子もいた）が長い間心の傷となっており、女子高に入学した後も、しばらくは人とうまく話せなかったという過去を持つ。炭酸で酔う体質。
富士見 きら
二年前、寮内で不慮の死を遂げた義姉の事件の真相について調べるため、性別を偽り女子高に転入した少年。トレードマークのロングヘアーはかつら。
入寮して早々、ありすが寮則で禁止されているペットを飼っていることを見抜き、一蓮托生の関係となる。学園で起こる難事件を持ち前の推理力で次々と解決し、その美貌も手伝って、あっという間に学園中のスターとなる。しかし美術系女子高に通っていながら、美術が苦手な模様。ありすの事は好みのタイプのようで、しょっちゅうからかっているが、今ひとつ本音は分からない。
自称「推理マニア」で、転入してくる前から事件現場によく出向いては事件を解決していた。ありすは彼を｢探偵｣といったが、アマチュアなので探偵ではないらしい。作中の描写から、実際の本名は藤美きらだと思われる。
チエちゃん、ゆかっぺ、サッチー（三ツ橋 さちよ）
ありすときらの同級生たち。物語の中で本名が明らかになっているのは、サッチーだけである。
たびたびありすときらの部屋に全員で集まり、たあいない話から重要な作戦会議まで様々な話を大声でするため、寮監の神谷先生に作中何度も叱られている。
「特別編」の時点で、きらの正体を知っている。

### 〜第一章〜
元桜 さなえ（さー）
サッチーのルームメイト。語尾に「さー」をつける癖があり、あだ名は"さー"。
性格が悪くナルシストで、サッチーとは仲が悪い。帝が寮の部屋に彼氏を連れ込んだところを目撃して帝を脅すようになり、帝に殺害される。
帝
新館の寮長で"御三家"の一人。本名は不明。"帝"というあだ名は紫の上がつけたものだが、中学時代から付き合っている彼氏にも"帝"と呼ばれていたことから、本名にかかっている可能性が高い。
華やかな雰囲気を持ち人望が厚かったが、サッチーのルームメートである"さー"を殺害した張本人だということがきらの推理によって明らかになった。

### 〜第二章〜いわれなき十字架
紫の上
帝の親友で"御三家"の一人。本名は紫堂くれは。"紫の上"というあだ名は帝がつけた。名家に生まれたため、言葉遣いが丁寧。両利き。
高野由枝と友人となるが、ある出来事から二年前に決別。その後由枝が自殺したことで、自分は消えぬ罪業を背負っていると思い込むようになる。
帝を追い込んだ上、高野由枝の件を根掘り葉掘り聞こうとしていたきらを許せず、殺害しようとしたが失敗し、全校生の前で自ら命を絶った。
椿 朝日
帝の親友で"御三家"の一人。椿家は代々紫の上の家に仕えてきたため、紫の上のことを「お嬢様」と呼ぶ。ボタンを集める趣味がある。成績優秀で物静かな人物。紫の上が高野由枝に近づこうとした際は反対したかったが、立場上できなかった。
紫の上の死後、由枝のことをきらに話そうとするが…。
米坂先生
ありすときらの通う女子高の、デザインコースの教師。有名なイラストレーター。事件好きの変人で、きらとはよく事件現場で居合わせていた縁で、書類やデータの書き換えや編入試験結果の差し替えなどきらの偽装入学の手配をした人物。ちょっとしたいたずら心から、男嫌いのありすと女装少年のきらを同室にした。
きらの心の闇を理解しており、ありすに彼を救って欲しいと頼む。
高野 由枝
きらの異母姉。両親に愛されず、異母弟のきらを陥れるため、きらの実妹を自殺に追い込む。その後、きらと顔を合わせないようにするため女子高に入学し、寮に入る。
一時期御三家と行動を共にしていたが、その間自分を信用すると言った紫の上を試す意味で他の生徒に様々な嫌がらせをしていた。最終的に御三家と決別し、寮の裏庭で自殺したと言われているが、その死は謎に包まれている。

### 〜第三章〜夢のトレジャーハント
松田警部
"さー"殺害事件の捜査にやってきた警部。事件を解決したきらの推理力を見込んで、「おとぎ館」の謎を解いてくれるようきらに依頼する。
きらをいつも事件現場にやって来る「藤見きら」だと見抜いている節がある。
三原 圭助
松田の知人で、「おとぎ館」に住む長男。穏やかな中年の男性で、一見すると庭師のような風貌。
遺産を全額相続し、「おとぎ館」を経営し続けたいと思っている。ありすときらに対しては優しく親切だが、妹弟のことは憎んでいるかのように悪し様に言う一面もある。
三原 梅千代
圭助の妹で長女（本誌掲載時は次女と誤植されている）。高飛車で気が強い女性で、圭助とは対立している。美術館の鑑定人の男性・木原正次を助っ人に連れている。
圭助には「おとぎ館」に展示しているアンティークジュエリー以外は興味がないと思われていたが、実は「おとぎ館」に思い入れがあり、館存続のための膨大な相続税を支払うために、木原に高価な宝石だけをうまく売りさばいてもらおうと考えていた。本当は素直さを表に出せないだけの、親切な女性。
木原とは婚約している。
三原 正也
圭助と梅千代の弟で次男（初登場時は三男と誤植されている）。兄姉とは年が離れており、甘やかされて育ったためわがままな性格。「おとぎ館」のミニチャペルで写真を撮っていたありすときらをバカにする。ありすときらには「オレ様」と呼ばれている。
圭助には「おとぎ館」自体に興味のない人間と思われていたが、父の形見も館もそのまま残すために市に寄付したいと考えており、三原家で唯一遺産にこだわらない人物。ありすときらの身の危険を案じて最初は二人を追い出そうとしていたが、謎を解くためにありすときらに協力するようになる。

### きらきら☆迷宮 特別編
藤美 愛菜
きらの妹。8歳。きらと共に、交通事故で死亡した母の不倫相手であった実父に引き取られる。
生まれつき心臓病を患い、入退院を繰り返している。手術のための入院中、由枝に様々な嫌がらせをされた末、きらにそれを信じてもらえなかったことで精神的に追い込まれ、自殺してしまう。
きらの父
きら・愛菜・由枝の実父。愛人の子であったきらと愛菜を引き取る。由枝を邪悪な子だとして嫌っていた。
高野 秋乃
由枝の母親。きらと愛菜の継母となる。愛人の子であるきらと愛菜につらく当たる。また、夫の血を引く由枝をも毛嫌いしている。

## 書籍情報
- おおばやしみゆき『きらきら☆迷宮』小学館〈ちゃおフラワーコミックス〉全3巻[注釈 1]
  1. 2000年11月20日初版発行[1]、ISBN 4-09-137853-6
  2. 第二章〜いわれなき十字架〜 2001年8月20日初版発行[2]、ISBN 4-09-137854-4
  3. 第三章〜夢のトレジャーハント〜 2002年2月20日初版発行[3]、ISBN 4-09-137855-2